# Camocim
Camocim è un município del Brasile nello Stato del Ceará, parte della mesoregione del Noroeste Cearense e della microregione di Litoral de Camocim e Acaraú, fondato nel 1879. La popolazione è di circa 62 985 abitanti.